# Mobian
Mobian és una distribució de Linux, basada en Debian, per a ser utilitzada en telèfons intel·ligents i tauletes tàctils.
Actualment suporta cinc dispositius, entre ells PinePhone i Librem 5.